# Ranunculus consimilis
Ranunculus consimilis är en ranunkelväxtart som beskrevs av Hj. Eichl.. Ranunculus consimilis ingår i släktet ranunkler, och familjen ranunkelväxter. Inga underarter finns listade i Catalogue of Life.